# 14.ª etapa de la Vuelta a España 2021
La 14.ª etapa de la Vuelta a España 2021 tuvo lugar el 28 de agosto de 2021 entre Don Benito y Pico Villuercas sobre un recorrido de 165,7 km y fue ganada por el francés Romain Bardet del equipo DSM. El noruego Odd Christian Eiking consiguió mantener el maillot rojo de líder un día más.

## Clasificación de la etapa
| Don Benito - Pico Villuercas | etapa de montaña | (165,7 km) |

| \| Clasificación de la etapa \| Clasificación de la etapa \| Clasificación de la etapa \| Clasificación de la etapa \| Clasificación de la etapa \| \| Ciclista \| Ciclista \| Equipo \| Tiempo \| \| \| ------------------------- \| ------------------------- \| ------------------------- \| ------------------------- \| ------------------------- \| \| 1.º \| Romain Bardet \| Team DSM \| 4 h 20 min 36 s \| \| \| 2.º \| Jesús Herrada \| Cofidis \| + 44 s \| \| \| 3.º \| Jay Vine \| Alpecin-Fenix \| + 44 s \| \| \| 4.º \| Thomas Pidcock \| Ineos Grenadiers \| + 1 min 12 s \| \| \| 5.º \| Clément Champoussin \| AG2R Citroën Team \| + 1 min 14 s \| \| \| 6.º \| Matthew Holmes \| Lotto-Soudal \| + 1 min 16 s \| \| \| 7.º \| Andrey Zeits \| BikeExchange \| + 1 min 19 s \| \| \| 8.º \| Kevin Geniets \| Groupama-FDJ \| + 1 min 46 s \| \| \| 9.º \| Nicolas Prodhomme \| AG2R Citroën Team \| + 2 min 04 s \| \| \| 10.º \| Jan Tratnik \| Bahrain Victorious \| + 2 min 15 s \| \| |                     |                    |                 |
| |                     |                    |                 |
| Fuente: ProCyclingStats |                     |                    |                 |
| Clasificación de la etapa |                     |                    |                 |
| Ciclista | Ciclista            | Equipo             | Tiempo          |
| 1.º | Romain Bardet       | Team DSM           | 4 h 20 min 36 s |
| 2.º | Jesús Herrada       | Cofidis            | + 44 s          |
| 3.º | Jay Vine            | Alpecin-Fenix      | + 44 s          |
| 4.º | Thomas Pidcock      | Ineos Grenadiers   | + 1 min 12 s    |
| 5.º | Clément Champoussin | AG2R Citroën Team  | + 1 min 14 s    |
| 6.º | Matthew Holmes      | Lotto-Soudal       | + 1 min 16 s    |
| 7.º | Andrey Zeits        | BikeExchange       | + 1 min 19 s    |
| 8.º | Kevin Geniets       | Groupama-FDJ       | + 1 min 46 s    |
| 9.º | Nicolas Prodhomme   | AG2R Citroën Team  | + 2 min 04 s    |
| 10.º | Jan Tratnik         | Bahrain Victorious | + 2 min 15 s    |

## Clasificaciones al final de la etapa

### Clasificación general
| \| Clasificación general \| Clasificación general \| Clasificación general \| Clasificación general \| Clasificación general \| \| Ciclista \| Ciclista \| Equipo \| Tiempo \| \| \| --------------------- \| --------------------- \| ---------------------------------- \| --------------------- \| --------------------- \| \| 1.º \| Odd Christian Eiking \| Intermarché-Wanty-Gobert Matériaux \| 55 h 03 min 17 s \| \| \| 2.º \| Guillaume Martin \| Cofidis \| + 54 s \| \| \| 3.º \| Primož Roglič \| Jumbo-Visma \| + 1 min 36 s \| \| \| 4.º \| Enric Mas \| Movistar Team \| + 2 min 11 s \| \| \| 5.º \| Miguel Ángel López \| Movistar Team \| + 3 min 04 s \| \| \| 6.º \| Jack Haig \| Bahrain Victorious \| + 3 min 35 s \| \| \| 7.º \| Egan Bernal \| Ineos Grenadiers \| + 4 min 21 s \| \| \| 8.º \| Adam Yates \| Ineos Grenadiers \| + 4 min 49 s \| \| \| 9.º \| Sepp Kuss \| Jumbo-Visma \| + 4 min 59 s \| \| \| 10.º \| Felix Großschartner \| Bora-Hansgrohe \| + 5 min 31 s \| \| |                      |                                    |                  |
| |                      |                                    |                  |
| Fuente: ProCyclingStats |                      |                                    |                  |
| Clasificación general |                      |                                    |                  |
| Ciclista | Ciclista             | Equipo                             | Tiempo           |
| 1.º | Odd Christian Eiking | Intermarché-Wanty-Gobert Matériaux | 55 h 03 min 17 s |
| 2.º | Guillaume Martin     | Cofidis                            | + 54 s           |
| 3.º | Primož Roglič        | Jumbo-Visma                        | + 1 min 36 s     |
| 4.º | Enric Mas            | Movistar Team                      | + 2 min 11 s     |
| 5.º | Miguel Ángel López   | Movistar Team                      | + 3 min 04 s     |
| 6.º | Jack Haig            | Bahrain Victorious                 | + 3 min 35 s     |
| 7.º | Egan Bernal          | Ineos Grenadiers                   | + 4 min 21 s     |
| 8.º | Adam Yates           | Ineos Grenadiers                   | + 4 min 49 s     |
| 9.º | Sepp Kuss            | Jumbo-Visma                        | + 4 min 59 s     |
| 10.º | Felix Großschartner  | Bora-Hansgrohe                     | + 5 min 31 s     |

### Clasificación por puntos
| Clasificación por puntos | Clasificación por puntos | Clasificación por puntos | Clasificación por puntos | Clasificación por puntos |
| Ciclista                 | Ciclista                 | Equipo                   | Puntos                   |                          |
| ------------------------ | ------------------------ | ------------------------ | ------------------------ | ------------------------ |
| 1.º                      | Fabio Jakobsen           | Deceuninck-Quick Step    | 200 pts                  |                          |
| 2.º                      | Magnus Cort              | EF Education-Nippo       | 114 pts                  |                          |
| 3.º                      | Primož Roglič            | Jumbo-Visma              | 106 pts                  |                          |
| 4.º                      | Matteo Trentin           | UAE Team Emirates        | 103 pts                  |                          |
| 5.º                      | Alberto Dainese          | Team DSM                 | 93 pts                   |                          |
| 6.º                      | Michael Matthews         | BikeExchange             | 92 pts                   |                          |
| 7.º                      | Arnaud Démare            | Groupama-FDJ             | 88 pts                   |                          |
| 8.º                      | Romain Bardet            | Team DSM                 | 70 pts                   |                          |
| 9.º                      | Enric Mas                | Movistar Team            | 69 pts                   |                          |
| 10.º                     | Andrea Bagioli           | Deceuninck-Quick Step    | 69 pts                   |                          |

### Clasificación de la montaña
| Clasificación de la montaña | Clasificación de la montaña | Clasificación de la montaña        | Clasificación de la montaña | Clasificación de la montaña |
| Ciclista                    | Ciclista                    | Equipo                             | Puntos                      |                             |
| --------------------------- | --------------------------- | ---------------------------------- | --------------------------- | --------------------------- |
| 1.º                         | Romain Bardet               | Team DSM                           | 50 pts                      |                             |
| 2.º                         | Damiano Caruso              | Bahrain Victorious                 | 31 pts                      |                             |
| 3.º                         | Michael Storer              | Team DSM                           | 17 pts                      |                             |
| 4.º                         | Pavel Sivakov               | Ineos Grenadiers                   | 16 pts                      |                             |
| 5.º                         | Jack Haig                   | Bahrain Victorious                 | 15 pts                      |                             |
| 6.º                         | Primož Roglič               | Jumbo-Visma                        | 12 pts                      |                             |
| 7.º                         | Kenny Elissonde             | Trek-Segafredo                     | 11 pts                      |                             |
| 8.º                         | Rein Taaramäe               | Intermarché-Wanty-Gobert Matériaux | 10 pts                      |                             |
| 9.º                         | Sepp Kuss                   | Jumbo-Visma                        | 9 pts                       |                             |
| 10.º                        | Magnus Cort                 | EF Education-Nippo                 | 8 pts                       |                             |

### Clasificación de los jóvenes
| Clasificación del mejor joven | Clasificación del mejor joven | Clasificación del mejor joven | Clasificación del mejor joven | Clasificación del mejor joven |
| Ciclista                      | Ciclista                      | Equipo                        | Tiempo                        |                               |
| ----------------------------- | ----------------------------- | ----------------------------- | ----------------------------- | ----------------------------- |
| 1.º                           | Egan Bernal                   | Ineos Grenadiers              | 55 h 07 min 38 s              |                               |
| 2.º                           | Aleksandr Vlásov              | Astana-Premier Tech           | + 1 min 43 s                  |                               |
| 3.º                           | Gino Mäder                    | Bahrain Victorious            | + 2 min 26 s                  |                               |
| 4.º                           | Juan Pedro López              | Trek-Segafredo                | + 5 min 47 s                  |                               |
| 5.º                           | Rémy Rochas                   | Cofidis                       | + 22 min 08 s                 |                               |
| 6.º                           | Clément Champoussin           | AG2R Citroën Team             | + 31 min 43 s                 |                               |
| 7.º                           | Steff Cras                    | Lotto-Soudal                  | + 36 min 21 s                 |                               |
| 8.º                           | Jefferson Cepeda              | Caja Rural-Seguros RGA        | + 44 min 39 s                 |                               |
| 9.º                           | Gotzon Martín                 | Euskaltel-Euskadi             | + 58 min 04 s                 |                               |
| 10.º                          | Pavel Sivakov                 | Ineos Grenadiers              | + 1 h 05 min 25 s             |                               |

### Clasificación por equipos
| Clasificación por equipos | Clasificación por equipos          | Clasificación por equipos | Clasificación por equipos |
| Equipo                    | Equipo                             | Tiempo                    |                           |
| ------------------------- | ---------------------------------- | ------------------------- | ------------------------- |
| 1.º                       | Ineos Grenadiers                   | 165 h 08 min 21 s         |                           |
| 2.º                       | UAE Team Emirates                  | + 5 min 20 s              |                           |
| 3.º                       | Bahrain Victorious                 | + 6 min 51 s              |                           |
| 4.º                       | Movistar Team                      | + 15 min 26 s             |                           |
| 5.º                       | Jumbo-Visma                        | + 20 min 14 s             |                           |
| 6.º                       | Trek-Segafredo                     | + 32 min 17 s             |                           |
| 7.º                       | Intermarché-Wanty-Gobert Matériaux | + 41 min 12 s             |                           |
| 8.º                       | AG2R Citroën Team                  | + 48 min 47 s             |                           |
| 9.º                       | Astana-Premier Tech                | + 58 min 38 s             |                           |
| 10.º                      | Cofidis                            | + 1 h 01 min 45 s         |                           |

## Abandonos
Richard Carapaz no completó la etapa.